# Theodor Hünerwadel
Theodor Hünerwadel (* 16. Februar 1864 in Lenzburg; † 4. Juli 1956 in Basel) war ein Schweizer Architekt.

## Ausbildung und Beruf

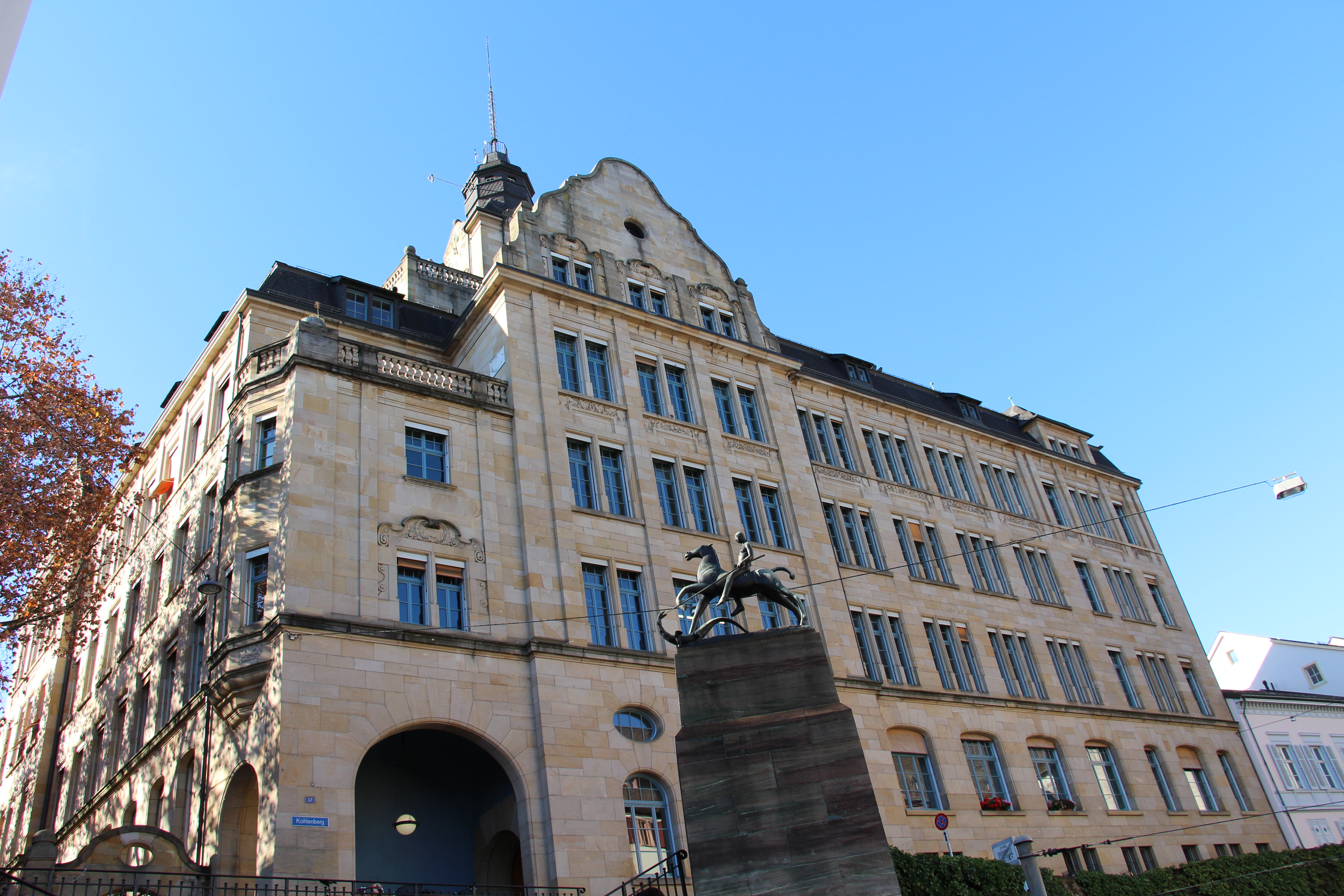
Gymnasium Leonhard

Hünerwadel studierte am Polytechnikum Zürich (bei Friedrich Bluntschli und Julius Stadler), an der Technischen Hochschule (Berlin-)Charlottenburg und an der Technischen Hochschule Dresden. Seine erste Anstellung fand er bei Gustav Gull in Zürich. Aufgrund seines Erfolgs im Architekturwettbewerb für ein Gesellschaftshaus in Sofia übersiedelte er in die Hauptstadt des gerade unabhängig gewordenen Bulgariens. Er war dort wohl auch an der Planung des Parlamentsgebäudes beteiligt. Nachdem der Bau aus politischen Gründen stockte, war er zunächst in Wiesbaden und der damals noch nicht zu Zürich gehörenden Industriegemeinde Oerlikon tätig, bis er 1900 zum Hochbauinspektor in Basel bestellt wurde. Dieses Amt hatte er 28 Jahre lang inne – in dieser Zeit geteilt mit Karl Leisinger –, bis es wieder, wie zuvor in Kantonsbaumeister rückbenannt wurde; als solcher arbeitete er bis 1936. Als Amtsleiter war er naturgemäss wenig als entwerfender Architekt tätig, es entstanden dennoch eine Reihe für Basel prägende Bauten von ihm, namentlich im Schul-, Bäder- und Universitätsbau. Daneben wirkte Hünerwadel in einer Vielzahl von Kommissionen mit, bei der Heimatschutz-, Kunstkredit-, Tarif-, Münsterbau- und Friedhofkommission, und war Juror in einer Vielzahl von Preisgerichten.
Der Ingenieur Hardy Hünerwadel († 1958) und der Geologe Marc Hünerwadel (1894–1960) waren seine Söhne.

## Bauten und Entwürfe (Auswahl)

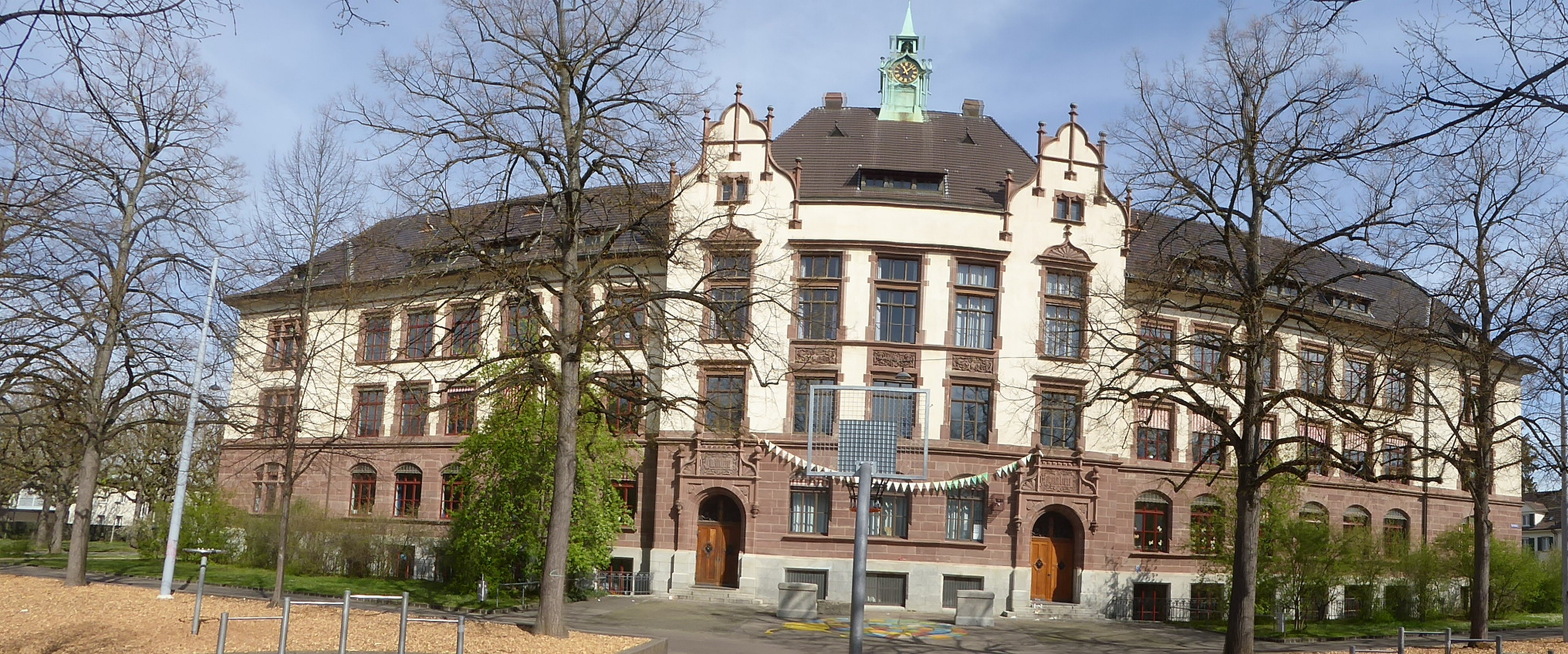
Gotthelf-Schulhaus

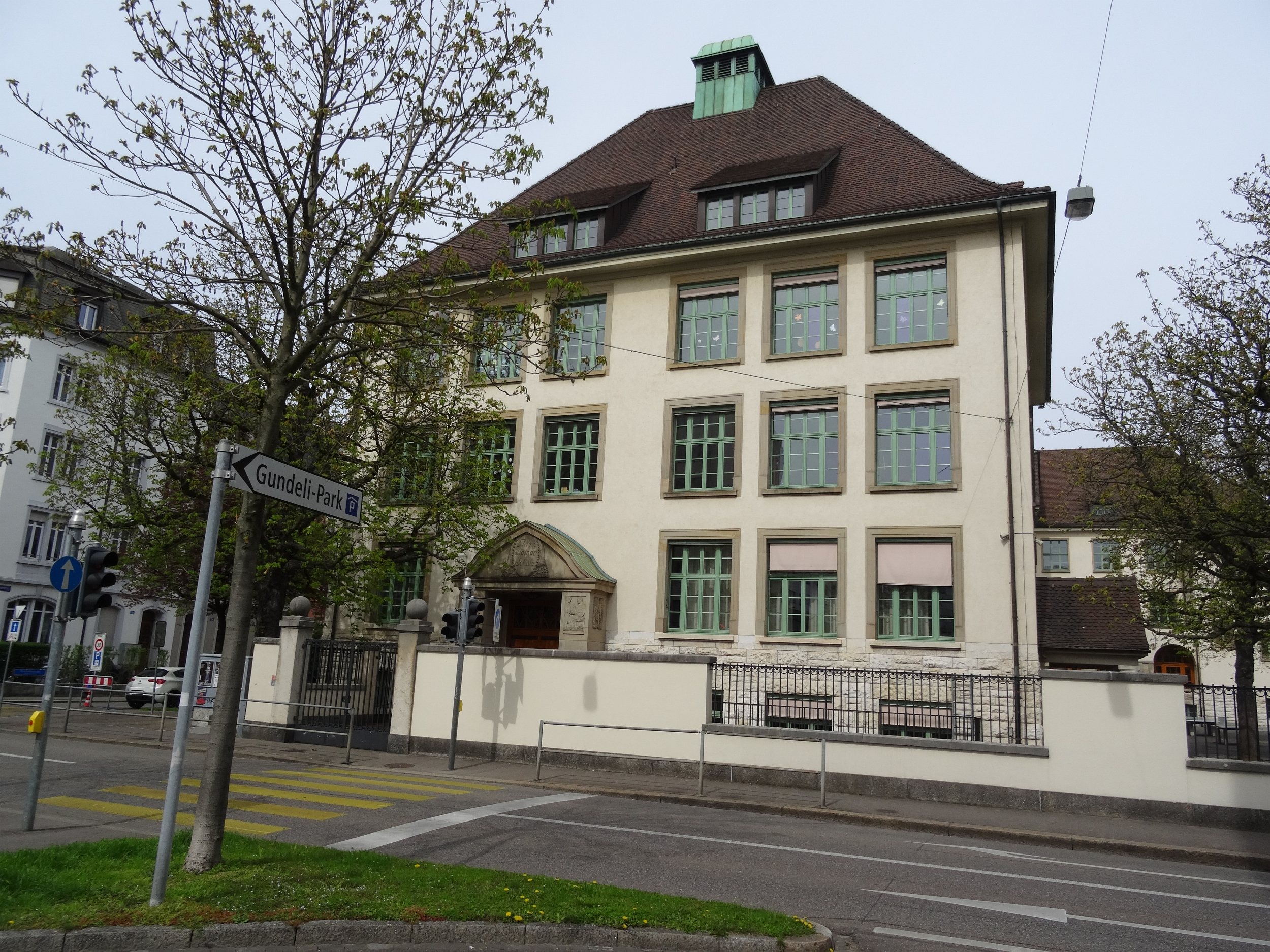
Thiersteiner-Schulhaus, Gundeldingen-Quartier

- Wettbewerbsentwurf für das Stadthaus (Gesellschaftshaus) in Sofia
- 1899–1902: Primarschulhaus Gotthelf für Knaben und Mädchen in Basel, Gotthelfplatz 1 (noch von seinem Amtsvorgänger Flück begonnen)
- 1904–1906: Erweiterungsbau der Höheren Töchterschule in Basel, Kohlenberg 17 / Kanonengasse (heute Gymnasium Leonhard)[1][2]
- 1905: Brausebad St. Johann (Bade- und Waschanstalt) in Basel, Elsässer Strasse 2
- 1905–1910: Umbau des Regisheimerhofs und des Falkensteinerhofs als Sitz des Baudepartements in Basel, Münsterplatz 11
- 1906–1908: Inselschulhaus (Knaben-Sekundarschule) in Basel, Inselstrasse 41–45
- 1909: Bade- und Waschanstalt Wiesendamm in Basel, Wiesendamm 20
- ab 1914: Kantonales Chemisches Labor (mit Postfiliale und Polizeiposten) in Basel, Kannenfeldstrasse 2
- 1914–1915: Thiersteiner-Schulhaus mit Turnhalle in Basel, Bärschwilerstrasse 11
- 1925–1926: Physikalisch-chemisches Institut der Universität Basel, Klingelbergstrasse 80

Weiterhin sind zu nennen die Bade- und Waschanstalten Kleinhüningen und Zwingerstrasse und die Anatomische Anstalt.